# Calosirus apicalis
Calosirus apicalis är en skalbaggsart som först beskrevs av Leonard Gyllenhaal 1827.  Calosirus apicalis ingår i släktet Calosirus, och familjen vivlar. Arten är reproducerande i Sverige.